# Альтенбург, Михаэль
Михаэль Альтенбург (нем. Michael Altenburg) (27 мая 1584, Алах под Эрфуртом — 12 февраля 1640, Эрфурт) — немецкий богослов и композитор.
Альтенбург родился 27 мая 1584 года в Алахе (Alach), недалеко от города Эрфурта. Его отец — кузнец Ульрих Альтенбург. В 1590 году Михаэль пошёл в школу, а восемь лет спустя, в 1598 году, приступил к изучению теологии в Эрфуртском университете Эрфурта, в 1599 году получил степень бакалавра, а в 1603 — магистерскую степень.
С 1600 года Альтенбург занимался педагогической деятельностью в школе Эрфурта, а с 1601 года занимал должность кантора в церкви Апостола Андрея. В 1607 году Михаэль стал ректором школы при церкви Апостола Андрея. В 1609 году он оставил преподавание, чтобы стать священником, переехал в городок Трехтельборн в самом центре Германии и исполнял там обязанности пастора до 1621 года. Вместе с тем Альтенбург писал и публиковал свои музыкальные произведения, благодаря которым его сравнивали с Орландо ди Лассо, фламандским композитором, который жил в Баварии. По-видимому, в Трехтельборне Альтенбургу удалось создать мощный и умелый хор, для которого он написал большинство своих вокальных произведений.
После 1621 года Альтенбург перебрался в город Земмерда, тоже в Тюрингии, и стал священником в церкви святого Бонифация (Bonifaciuskirche). Он продолжал публиковать свои сочинения и был уважаемым композитором, и проповедником, но, ужасы Тридцатилетней войны свели на нет все его усилия и подорвали веру в силу искусства. Семья композитора пострадала от бесчинств военных. В 1636 году разразилась чума, умерли многие из прихожан его церкви, а также его жена Катерина и десять из тринадцати детей. С целью спасти оставшихся в живых от войны, Альтенбург вернулся в Эрфурт в 1637 году, где какое-то время служил дьяконом, а с 1638 года вновь сделался пастором в церкви Апостола Андрея. Михаэль Альтенбург умер 12 февраля 1640 года.
Большую часть музыкальных произведений Михаэля Альтенбурга составляли вокальные концерты, мотеты и хоралы.

## Музыкальные сочинения
- "Passion after Isaiah"  op. 53 для восьмиголосного хора, Эрфурт, 1608;
- "Marriage motet" Мотет для восьмиголосного хора, Эрфурт, 1613;
- "Gaudium Christianum" хоровое сочинение, Йена, 1617 [3].